# 東みずほ台
東みずほ台（ひがしみずほだい）は、埼玉県富士見市の町名。現行行政地名は東みずほ台一丁目から四丁目。郵便番号は354-0015。

## 地理
富士見市の南部に位置する。東武東上線みずほ台駅東口の区画整理されたエリアで、街区道路が整備されている。主に宅地として利用されている。

## 歴史

### 沿革
- 1978年（昭和53年）10月1日 - 大字水子の一部から東みずほ台一丁目 - 三丁目が成立[4]。
- 1994年（平成6年）5月 - 町名変更により東みずほ台四丁目が成立[5]。

## 世帯数と人口
2017年（平成29年）9月30日現在の世帯数と人口は以下の通りである。
| 丁目             | 世帯数    | 人口    |
| ---------------- | --------- | ------- |
| 東みずほ台一丁目 | 616世帯   | 1,116人 |
| 東みずほ台二丁目 | 1,505世帯 | 2,785人 |
| 東みずほ台三丁目 | 1,082世帯 | 2,153人 |
| 東みずほ台四丁目 | 321世帯   | 680人   |
| 計               | 3,524世帯 | 6,734人 |

## 小・中学校の学区
市立小・中学校に通う場合、学区（校区）は以下の通りとなる。
| 丁目             | 番地 | 小学校                   | 中学校               |
| ---------------- | ---- | ------------------------ | -------------------- |
| 東みずほ台一丁目 | 全域 | 富士見市立水谷小学校     | 富士見市立本郷中学校 |
| 東みずほ台二丁目 | 全域 | 富士見市立みずほ台小学校 | 富士見市立本郷中学校 |
| 東みずほ台三丁目 | 全域 | 富士見市立みずほ台小学校 | 富士見市立本郷中学校 |
| 東みずほ台四丁目 | 全域 | 富士見市立みずほ台小学校 | 富士見市立本郷中学校 |

## 交通

### 鉄道
- 東武東上本線みずほ台駅

東口および西口が地内にある

### 道路
- 埼玉県道266号ふじみ野朝霞線
- みずほ銀杏通り
- みずほ楓通り

## 施設
1丁目
- 埼玉りそな銀行

2丁目
- みずほ台中央公園
- 川口信用金庫

3丁目
- 富士見市立みずほ台小学校
- 大原公園

4丁目
- 打越公園